# Gare de Vasegerszeg
La gare de Vasegerszeg (en hongrois : Vasegerszeg vasútállomás) est une halte ferroviaire hongroise, située à Vasegerszeg.